# Francesco Merli
Francesco Merli (ur. 27 stycznia 1887 w Mediolanie, zm. 12 grudnia 1976 tamże) – włoski śpiewak operowy, tenor.

## Życiorys
Śpiewu uczył się w Mediolanie u Carlo Negriniego i Adelaide Borghi. Początkowo występował w małych teatrach prowincjonalnych, w 1916 roku zadebiutował na deskach mediolańskiej La Scali jako Alvaro w oparze Gaspare Spontiniego Fernando Cortez. Z La Scalą związany był następnie aż do 1942 roku. Gościnnie występował w Covent Garden Theatre w Londynie i Teatro Colón w Buenos Aires. Kreował rolę Kalafa w rzymskiej i londyńskiej premierze Turandot Giacomo Pucciniego. W 1932 roku debiutował na deskach nowojorskiej Metropolitan Opera w roli Radamesa w Aidzie. Po wycofaniu się ze sceny w 1948 roku prowadził w Mediolanie działalność pedagogiczną.
Do jego popisowych ról należały: Otello w Otellu, Canio w Pajacach, Dick Johnson w Dziewczynie ze Złotego Zachodu, Don José w Carmen, Samson w Samsonie i Dalili.